# Звежинец (город)
Звежинец (пол. Zwierzyniec (powiat zamojski)), Зверинец (пол. Zwierzymec) — город  в Польше, входит в Люблинское воеводство,  Замойский повят. 
Город расположен на реке Вепш (Вепрж или Вепрь). Занимает площадь 6,19 км². Население — 3 165 человек (на 2019 год).

## История
Селение Замостского уезда Люблинской губернии возникло селение  Российской империи находилось близ речки Лады. На конец XIX столетия в нём имелась фабрика гнутой мебели, материал для которой доставляли дубовые и буковые леса, окружающие селение. Обороты фабрики гнутой мебели, к 1893 году достигли 130 000 рублей.
Часть населения занималась извозным промыслом.

## Фотографии

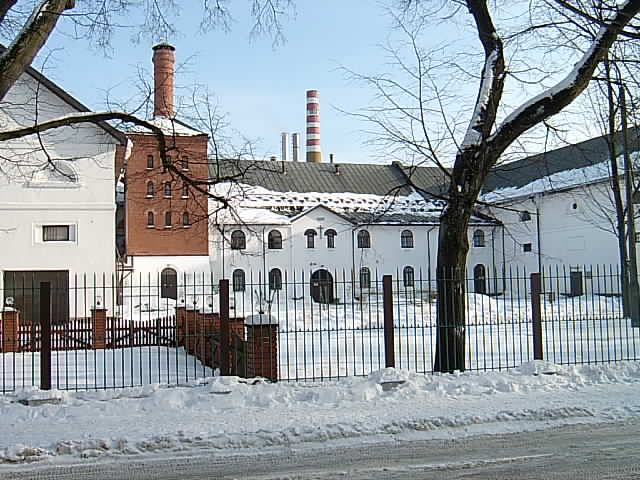
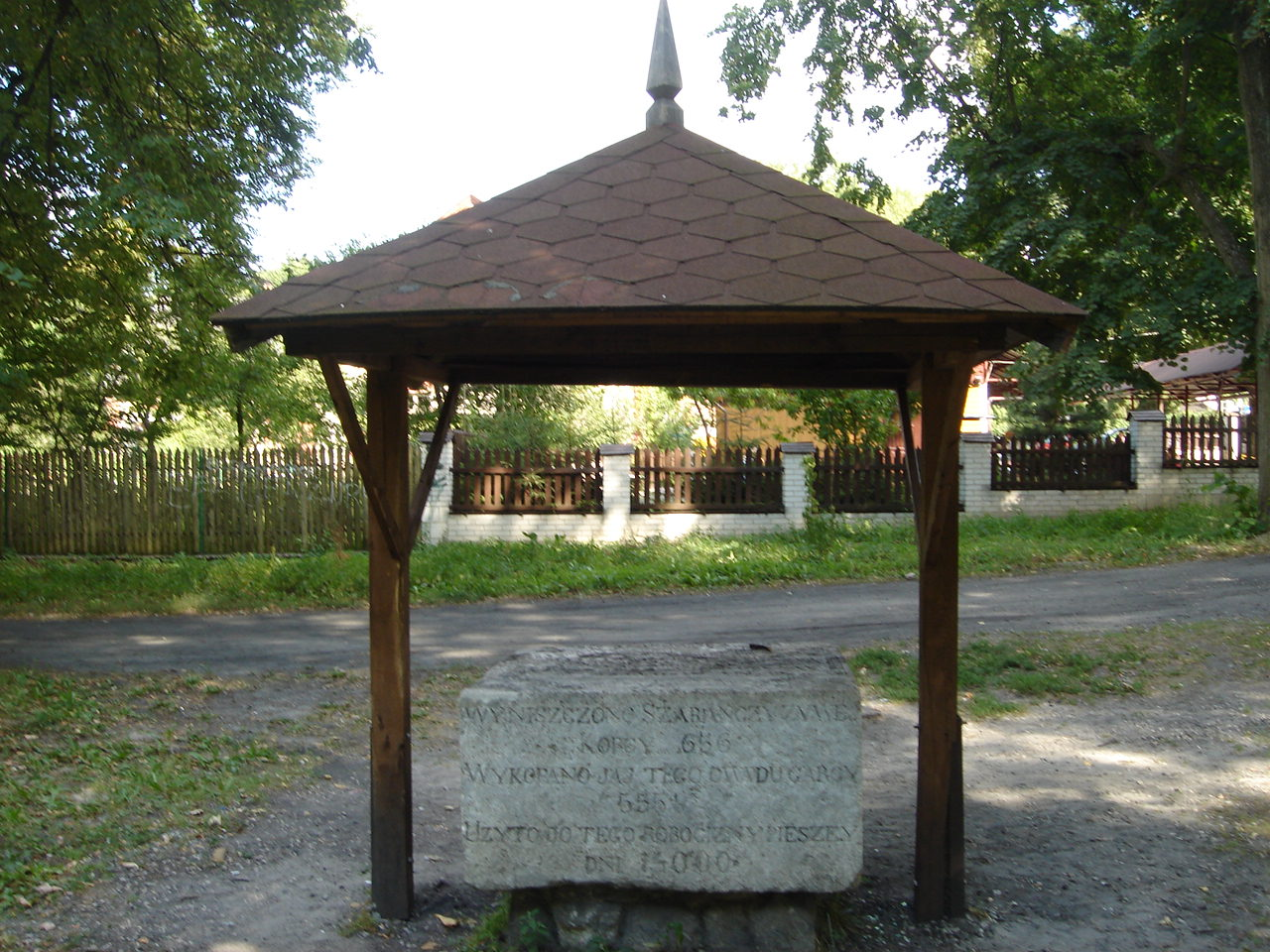
Памятник